# Panga
Panga (znanstveno ime Pterogymnus laniarius) je vrsta morskih rib iz družine šparov, ki je razširjena v jugovzhodnem Atlantiku ter jugozahodnem Indijskem oceanu. 

## Opis
Panga ima obliko telesa, ki je tipična za špare. Bočno stisnjeno telo je pokrito z rožnatimi luskami, vzdolž bokov pa potekajo modro-zelene proge. Trebuh je belkaste barve. Pange skozi življenje periodično menjajo spol, naenkrat pa je hermafroditov do 30% populacije. Kljub temu, da imajo te ribe prisotne moške in ženske organe pa je malo verjetnosti, da bodo obojni naenkrat funkcionalni. 
Ta ribja vrsta doseže spolno zrelost relativno pozno, čas za podvojitev populacije pa je od 4,5 do 14 let. Ime panga se po svetu uporablja še za druge ribje vrste. V Indoneziji pod tem imenom poznajo vrsto Megalaspis cordyla, v Španiji in na Poljskem Pangasius hypophthalmus, v Keniji pa Trichiurus lepturus.